# Acalymma

Acalymma (лат. , от др.-греч. ἀ- +κάλυμμα «без покрова») — род жуков листоедов из подсемейства козявок трибы Luperini. 

## Описание
На надкрыльях имеются, расположенные рядами, прямые или почти прямыми щетинки. В отличие от близкого рода Heterochele вершина брюшка у самцов неглубоко вырезанная. Известно приблизительно 80 вида, распространеных в основном в Новом Свете от Канады до большей части Южной Америки.

## Перечень видов
Некоторые виды рода:
- Acalymma blandula (LeConte, 1868)
- Acalymma gouldi Barber, 1947
- Acalymma peregrinum (Jacoby, 1892)
- Acalymma trivittata (Mannerheim, 1843)
- Acalymma vincta (LeConte, 1878)
- Acalymma vittata (Fabricius, 1775)